# Georgi Ananiew

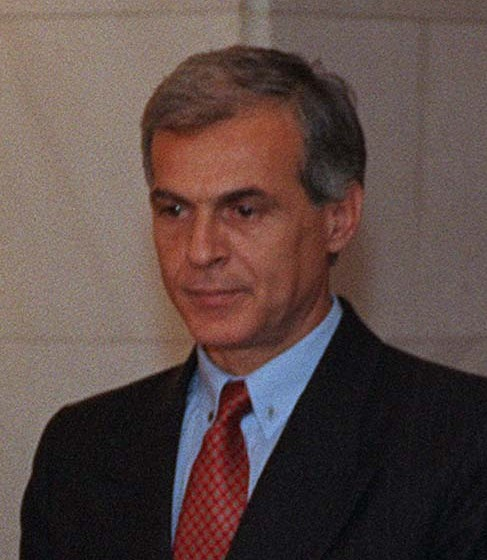
Georgi Ananiew (1997)

Georgi Ananiew (bulgarisch Георги Ананиев; * 12. April 1950 in Kosatscha, Gemeinde Kowatschewzi, Oblast Pernik; † 26. Januar 2021) war ein bulgarischer Politiker (SDS).

## Leben
Ananiew studierte am Institut für Bergbau und Geologie in Sofia und war dann als Ingenieur tätig. 1992 wurde er stellvertretender Verteidigungsminister für Militärwirtschaft. 1994 wurde er zum Parlamentsabgeordneten gewählt.
Er war von 1997 bis 1999 als Nachfolger von Dimitar Pawlow Verteidigungsminister von Bulgarien unter Ministerpräsident Iwan Kostow. Sein Nachfolger im Amt wurde Bojko Noew.
Ananiew starb im Alter von 70 Jahren an einer COVID-19-Infektion.